# Гідропарк (Житомир)

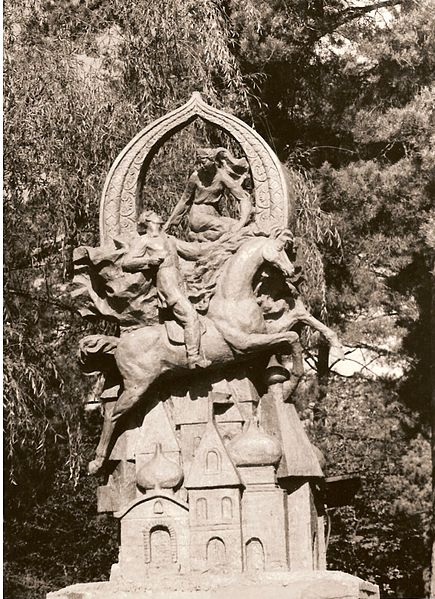
Коник-Стрибунець

Гідропа́рк — парк у Житомирі, розташований біля р. Тетерів. Зона відпочинку і оздоровлення знаходиться в лісопарковій приміській зоні м. Житомира, між Чуднівським шосе і водосховищем в районі урочища Корбутівка. Відведена територія під зону масового відпочинку становить 110 гектарів, з них освоюється і облаштовано 65 гектарів.
Ліс у парку змішаний, рідкий, переважно хвойних порід. Територія гідропарку функціонально розбита на зони: пляжну, спортивну, тихого відпочинку, дитячу, прогулянково-лісопаркову.
Від головного входу в гідропарк променями розходяться дві дороги: асфальтована і викладена бетонними плитами, які пов'язані з різними зонами. В зоні тихого відпочинку присутній ряд паралельних алей, який простягається вздовж водного басейну.
Вздовж річки простяглися два пляжі: дитячий та дорослий. Пляжна зона оформлена відсипним піском, розрахована на прийом не менше 6000 чоловік одночасного відпочинку, облаштована кабінками для переодягання, парасольками від сонця, медпунктом, рятувальною станцією з наглядовою вежею.
На території гідропарку посезонно працюють такі атракціони: «Веселий потяг», «Дзвіночок», «Дитяча ланцюгова карусель», «Веселі гірки», «Доросла ланцюгова карусель», «Колесо огляду — М», «Берізка».
У 1983 році гідропарк був прикрашений скульптурами за мотивами українських казок. Одна з них: "Коник-стрибунець" скульптора Й.С.Табачника.
Дістатися можна тролейбусами № 9, 15, 5а та маршрутними таксі № 25, 44 по вулиці Чуднівській до зупинки «Гідропарк».
Протягом 2022-2023 років Гідропарк перетворять в урбан-парк. До кінця 2021 року департамент регіонального розвитку Житомирської ОДА оголосить тендер на виготовлення проєктно-кошторисної документації щодо реконструкції гідропарку в Житомирі під урбан-парк за адресою: Чуднівське шосе, 3. Загальна площа робіт складає 50 гектарів, від вхідної групи до центру вертебрології й реабілітації.